# Jerzy Kossela
Jerzy Kossela (sinh ngày 15 tháng 7 năm 1942 tại Częstochowa, mất ngày 7 tháng 1 năm 2017 tại Gdynia) là một ca sĩ, nhạc sĩ, nhà soạn nhạc và nghệ sĩ guitar người Ba Lan.

## Sự nghiệp
Jerzy Kossela là thành viên sáng lập của nhiều ban nhạc như Elektron, Niebiesko-Czarni, Pięciolinie và Czerwone Gitary. Ông là tác giả của nhiều bản hit, bao gồm: "Bo ty się boisz myszy", "Historia jednej znajomości" hay "Matura".
Năm 2010, ông được trao tặng Huân chương vì Văn hóa - Nghệ thuật Gloria.
Album Jeszcze raz của ban nhạc Czerwone Gitary (ra mắt ngày 14 tháng 3 năm 2015) có xuất hiện ca khúc "Kocham dwie dziewczyny" được Jerzy Kossela sáng tác vào năm 1965.
Vào tháng 5 năm 2015, Kossela ngừng đi lưu diễn cùng ban nhạc Czerwone Gitary do ông gặp vấn đề sức khỏe nghiêm trọng. Một năm sau, ông mới quay trở lại sân khấu. Kossela trình diễn lần cuối vào ngày 21 tháng 11 năm 2016 tại thành phố Gdańsk.